# لکه ننگ
لکه ننگ (انگلیسی: The Stain) یک فیلم صامت به کارگردانی فرانک پاول است که در سال ۱۹۱۴ منتشر شد. با آنکه تصور می‌شد این فیلم از بین رفته است، در سال ۱۹۹۰ میلادی، نسخه‌ای از آن در استرالیا کشف شد و اینک در موزهٔ عکاسی جرج ایستمن حفظ می‌شود.
صحنه‌های این فیلم در استودیوهای کمپانی فاکس در فورت لی، نیوجرسی و همچنین در «لِیک رانکونکوما» در نیویورک تصویربرداری شد.

## بازیگران
- ادوارد ژوزه
- ویرجینیا پیرسون
- کریتن هالی
- ثیدا بارا